# Latimore
Latimore è una township degli Stati Uniti d'America, nella Contea di Adams, Pennsylvania. Secondo il censimento del 2000 la popolazione è di 2.528 abitanti.

## Società

### Evoluzione demografica
La composizione etnica vede una prevalenza della razza bianca (97,78%), seguita da quella asiatica (0,36%).
| township di Latimore Popolazione |       |
| 2000                             | 2.528 |
| Stima al 01-07-07                | 2.810 |